# Laphria caspica
Laphria caspica är en tvåvingeart som beskrevs av Hermann 1906. Laphria caspica ingår i släktet Laphria och familjen rovflugor. Inga underarter finns listade i Catalogue of Life.